# Vissarion Dsjugasjvili
Vissarion Ivanovitj Dsjugasjvili (eller Besarion Djughasjvili; georgisk: ბესარიონ ჯუღაშვილი; russisk: Виссарион Иванович Джугашвили, tr. Vissarion Ivanovitj Dsjugasjvili; født ca. 1850 i Didi-Lilo, Tbilisi guvernement, død 25. august 1909 i Tbilisi) var far til Sovjetunionens leder Josef Stalin. Han gik ofte ved kælenavnet "Beso". Han var en succesfuld skomager, men senere i livet blev han alkoholiker og vagabond. Hans kone og Stalins mor var Ekaterina Geladse.

## Livet i Gori
Ifølge familien Arsoshvili (Dsjugasjvilis familie og beboere i Didi Lilo) havde Dsjugasjvili (kælenavn "Beso") ikke råd til at betale en tre-rubelskat og måtte flytte til Gori for at søge arbejde.
I Gori fandt Dsjugasjvili arbejde som skomager og 30. maj 1872 giftede sig med Ekaterina Geladse. Han var flersproget og talte ud over sit modersmål georgisk, russisk, tyrkisk og armensk. Deres to første børn, Mikhail og Georgij døde spæde. Disse tragedier medførte at Besarion snart efter udviklede svære alkoholproblemer.
Deres tredje barn, en dreng ved navn Josef, blev født den 18. december 1878. Josef ville senere ændre sit efternavn til Stalin og blive leder af Sovjetunionen.
Besarion åbnede senere sit eget skomagerværksted og havde stor succes i et stykke tid. Han havde en lærling og ti ansatte. Men hans alkoholisme dukkede frem igen. Efterfølgende optrådte han meget fornærmende over for sin kone og søn, på et tidspunkt, forsøgte han at kvæle Ekaterina, og hans værksted blev holdt i gang af hans lærlinge.
Selv om Besarion ønskede, at hans søn skulle blive en skomager som ham selv, fik Ekaterina Josef indskrevet på en skole for at blive uddannet til det russisk-ortodokse præst. Dette gjorde Besarion rasende. Han bortførte Stalin fra Gori-skolen så ofte, at Stalins morbrødre måtte smugle ham ind. I et beruset raseri vandaliserede han en lokal kro og angreb landsbyens politichef. Det medførte at han blev udvist fra Gori.

## Livet i Tbilisi
Besarion flyttede til Tbilisi, hvor han fandt arbejde på skofabrikken Adelkhanova, mens hans kone og søn opholdt sig i Gori. Da Josef var 12, blev han ramt af en vogn og indlagt i Tbilisi. Da han blev rask, tog hentede Besarion ham for sætte ham i lære på skofabrikken. Ekaterina fik sin søn hjem igen ved hjælp af venner blandt præsteskabet og skolesystemet. Til gengæld stoppede Besarion al finansiel støtte til sin familie og lod dem klare sig selv.
I januar 1900 blev Josef fængslet for første gang, fordi hans far ikke havde betalt sin skat til landsbyen. Josefs venner betalte gælden for ham.
I maj 1901 mødte Besarion sin søn for sidste gang. Josef organiserede en strejke på skofabrikken Adelkhanova hvor Besarion arbejdede. Besarion spurgte sin søn, "hvorfor kommer du her?" Stalin svarede "For at tale til disse kammerater". Beso sagde da: "Hvorfor får du dig ikke et fag?"
I maj 1902 mødte han på sin tidligere kone på vej til at besøge Josef i Batumi fængsel. Han råbte: "Stop eller jeg dræber dig! Han [Stalin] vil vende hele verden på hovedet. Hvis du ikke havde sat ham i skole, ville han have været håndværker, nu er han i fængsel. Sådan en søn med kunne jeg dræbe med mine egne hænder, har han vanæret mig." En skare forsvarede hende mod ham. Hun så ham aldrig igen.

## Død
Besarion døde den 25. august 1909 på Tbilisi hospital af tuberkulose, kolit og kronisk lungebetændelse. Han er begravet i Telavi, Georgien i en broders grav. Han havde ikke gjort noget for at kontakte sin søn.